# Arbeitskraft-Einheit
Eine Arbeitskraft-Einheit (AK), auch Arbeitskräfte-Einheit, ist eine Maßeinheit für die Arbeitsleistung im Agrarsektor. Sie wird für statistische Zwecke und betriebswirtschaftliche Rechnungen verwendet. Dabei werden Arbeitskräfte nach folgendem Schlüssel in Arbeitskraft-Einheiten umgerechnet:
- ein Beschäftigter in Vollzeit, der zwischen 16 und 64 Jahre alt ist, wird als 1 AK gezählt
- ein Beschäftigter in Teilzeit wird mit dem prozentualen Anteil seiner Arbeitszeit im Verhältnis zur Vollarbeitskraft gezählt
- ein Beschäftigter, der bis 15 Jahre alt ist, als 0,5 AK
- ein Beschäftigter, der 65 Jahre oder älter ist, als 0,3 AK.

Die beiden letztgenannten Punkte sind für Arbeitskräfte in Familienbetrieben relevant.
Der Agrarbericht 2019 des Bundesministeriums für Ernährung und Landwirtschaft wies für Deutschland 2016 488.100 AK betriebliche Arbeitsleistung aus, die von 936.500 Personen erbracht wurde. Im Agrarbericht 1995 waren es 698.400 AK und 1970 – nur im früheren Bundesgebiet – 1.525.600 AK.